# Даркан
Даркан (кирг. Даркан) — село в Джети-Огузском районе Иссык-Кульской области Кыргызстана. Административный центр Дарканского аильного округа. Код СОАТЕ — 41702 210 820 01 0.

## Население
По данным переписи 2009 года, в селе проживало 3523 человека. В 2022 году проживает больше 8000 человек..

## История
Село основано в 1912 году, под названием Тарханы. Первопоселенцами были татары и русские. После 1916 г. по настоянию русских жителей села, его переименовывают в Некрасовское. В 1921 г. после выселения новопосселенцев, и заселения села киргизами, его переименовывают в Дархан.

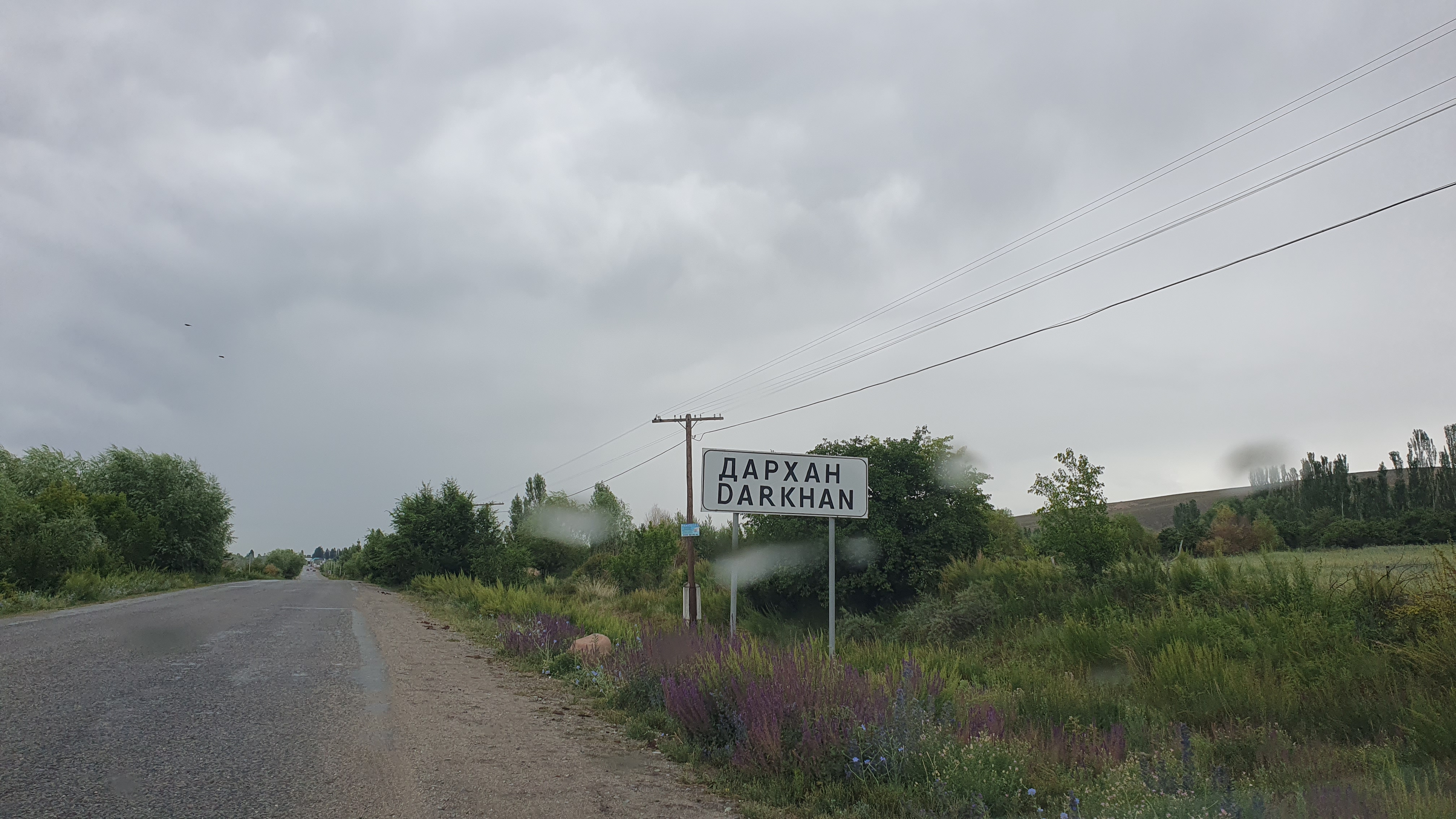
Въезд в село Даркан.